# Blumberg (Casekow)

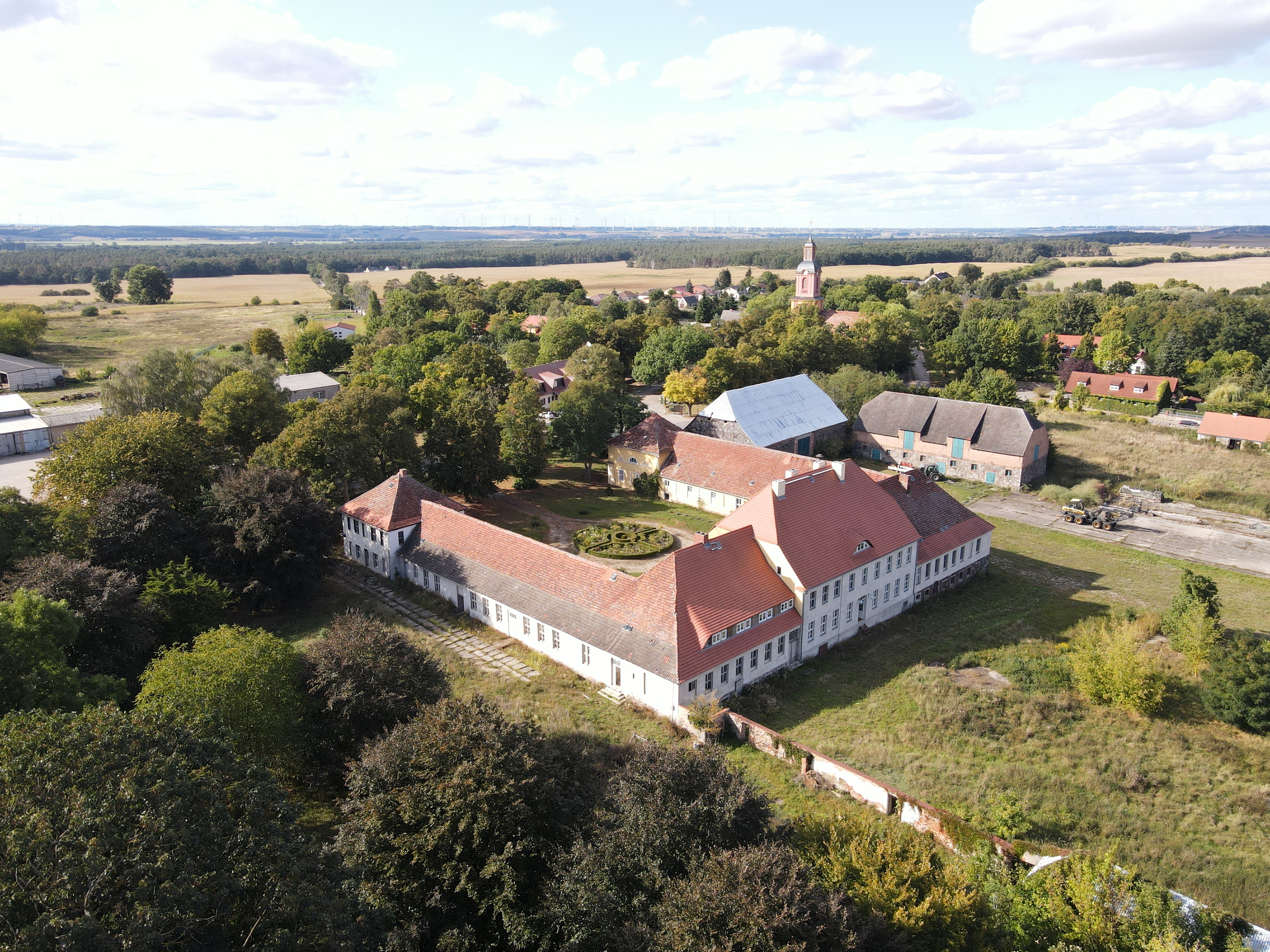
Gutsanlage Blumberg

Blumberg ist ein Ortsteil der Gemeinde Casekow im Landkreis Uckermark im Nordosten des Landes Brandenburg.

## Geografie und Verkehrsanbindung
Blumberg liegt westlich des Kernortes Casekow an der Kreisstraße K 7308.
Östlich verläuft die durch Casekow führende Landesstraße L 27. Westlich und nördlich verläuft die A 11 (= E 28), in die von Norden her die A 20 einmündet und als B 166 nach Süden weiterführt.
Die Grenze zu Mecklenburg-Vorpommern verläuft 6 km entfernt nördlich.

### Naturschutzgebiete
Das 310,45 ha große Naturschutzgebiet Blumberger Wald liegt westlich. Es wurde am 16. Mai 1990 unter Naturschutz gestellt.

## Geschichte
Blumberg gehörte bis 1945 zur Provinz Pommern. Blumberg lag im Landkreis Randow und kam bei dessen Auflösung im Jahre 1939 zum Landkreis Greifenhagen. Die Gemeinde Blumberg umfasste auch die Wohnplätze Blumberger Schneidemühle, Forsthaus Blumberg, Hammelstall, Karlsberg und Waldwärtergehöft.

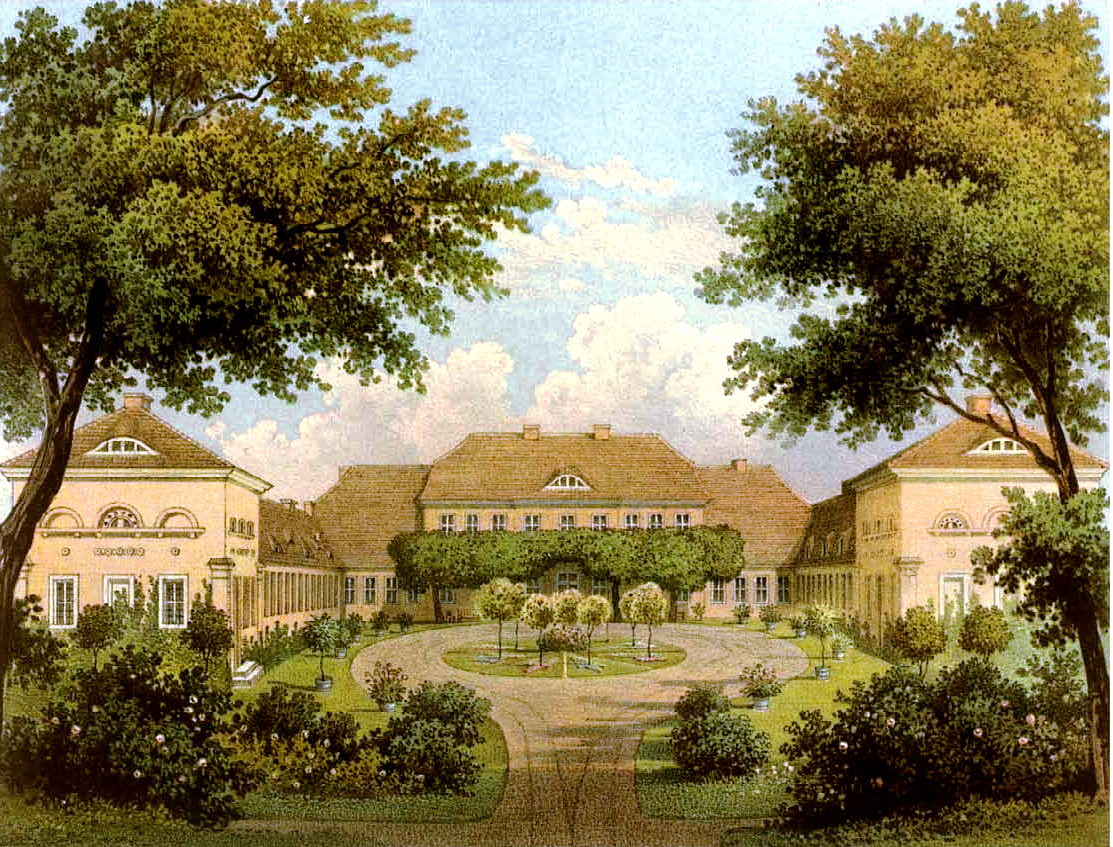
Gutshaus Blumberg um 1865/66, Sammlung Duncker

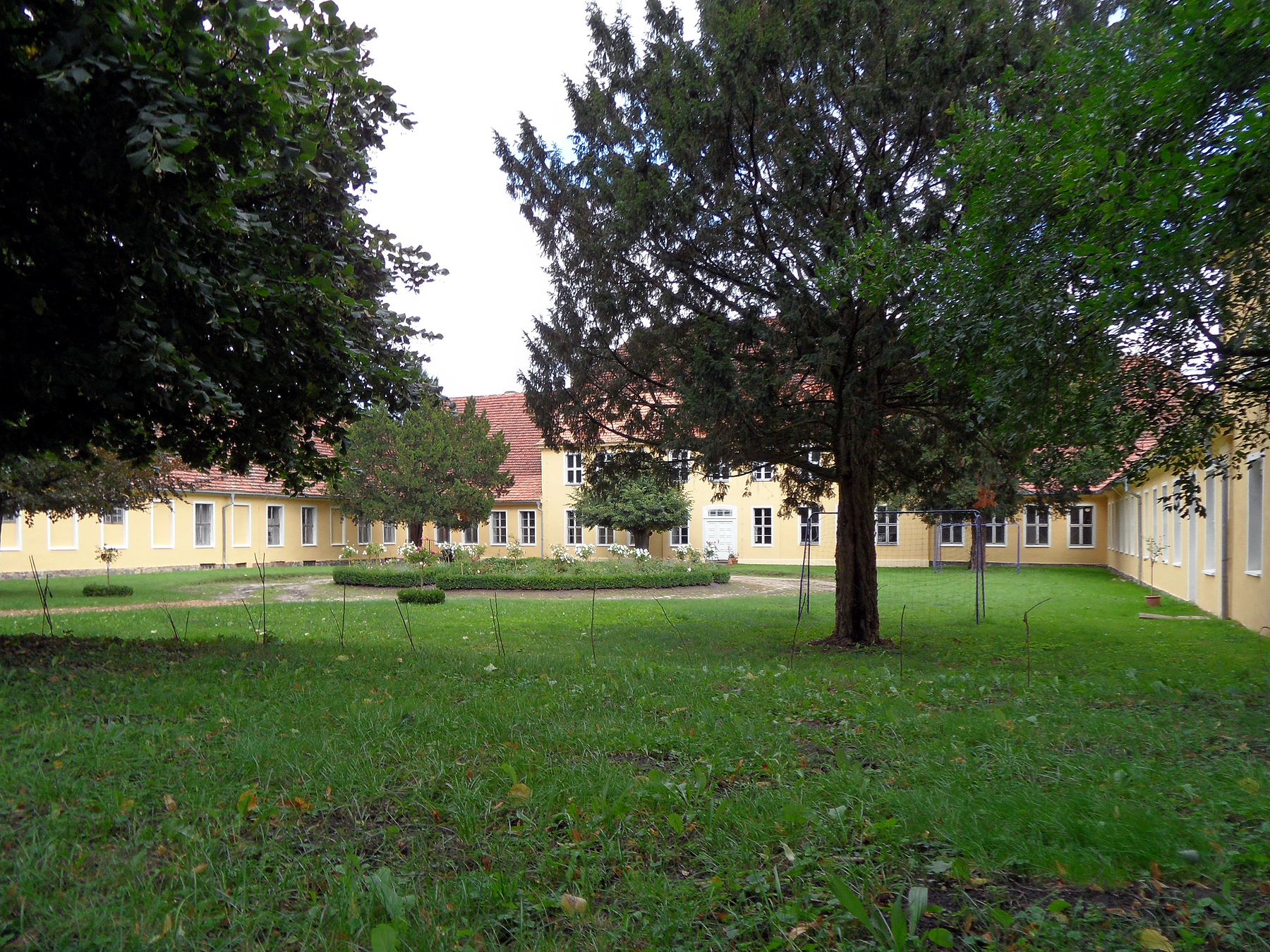
Gutshof 2011

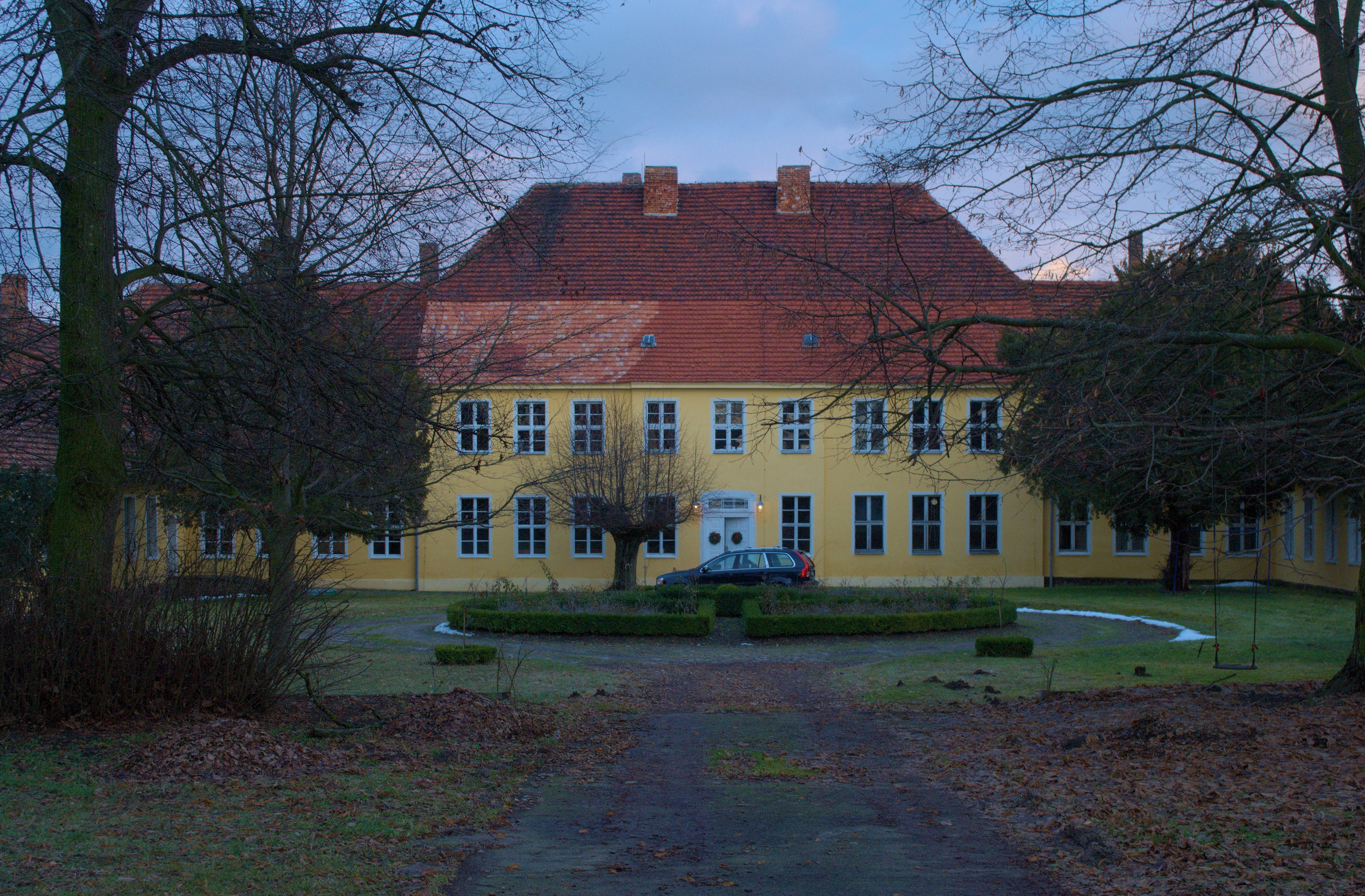
Mitteltrakt des Herrenhauses

Das ritterschaftliche Gut gehörte ursprünglich der Familie von Randow. Dann wurde die Familie von Sydow um 1430 Besitzer. Henrich der Alte von Sydow wurde 1483 mit Blumberg und Woltersdorf belehnt. Diese blieben fast drei Jahrhunderte (gemeinsam mit dem naheliegenden Sydow’schen Stammgut Schönow) ein Lehen der Familie von Sydow. Blumberg ging 1763 als Mannlehen per Erbschaft an die Familie von der Osten über. 1792 wurde unter Heinrich Karl (Carl) II. von der Osten das Herrenhaus erbaut, mit zwei Kavaliershäusern als Flügel. Florentin von der Osten (1804–1875), verheiratet mit Auguste von Krause, besaß 2537 ha Land mit Blumberg. Das Gut hatte zwei Vorwerke – Carlsburg und Hammelstall, letzteres mit der dem Namen entsprechenden Schafzucht. Innerhalb der Familie gab es dann einen Wechsel des Zweiges beim Gut Blumberg, 1898 wurde Friedrich Wilhelm von der Osten der Eigentümer, bis dahin auch Besitzer von Schloss Penkun. Letzter Besitzer des 2.587 ha großen Gutes Blumberg, davon waren 1225 ha Waldbesitz, war Rechtsritter des Johanniterordens, Rittmeister a. D. und Dr. jur. Henning von der Osten  (1882–1954). Seine Familie, er war mit Henriette v. der Leyen-Bloemersheim verheiratet, wurde 1945 entschädigungslos enteignet.
Das Gut kam in die Bodenreform, wurde später aber zu einem Volkseigenen Gut (VEG) umgewandelt. Das im Krieg stark beschädigte Gutshaus wurde nach dem Krieg Wohnhaus für die Flüchtlinge, später Mehrzweckhaus für die Gemeinde – Kulturhaus, Kindergarten usw. Die Familie von der Osten hat das Gut Blumberg 1996 wieder erworben.

## Einwohnerentwicklung
- 1925: 516 Einwohner[8]
- 1933: 425 Einwohner[8]
- 1939: 460 Einwohner[8]

## Sehenswürdigkeiten
- Feldsteinkirche, 13. Jahrhundert, mit Altaraufsatz von 1708, Orgel von 1773[9]
- ehemalige Gutsanlage, aus Gutshaus, Scheune, Stallscheune und Brennerei, z. T. wiederhergestellt[10]
- ehemalige Großsteingräber bei Blumberg, nicht mehr vorhanden

## Söhne und Töchter des Ortes
- Carl Friedrich von Sydow (1698–1763), preußischer Landrat im Randowschen Kreis und Landesdirektor in Vorpommern
- George Wilhelm von Sydow (1699–1767), preußischer Landrat im Randowschen Kreis
- Gustav Adolph von Sydow (1715–1772), preußischer Offizier, zuletzt Generalmajor und Chef des Garnisonsregiments Nr. V
- Alexander von der Osten (1839–1898), Besitzer des Rittergutes Blumberg und Mitglied des Deutschen Reichstags
- Friedrich Wilhelm von der Osten (1842–1928), Gutsbesitzer und Mitglied des Preußischen Herrenhauses